# 中庙镇
中庙镇，是中华人民共和国甘肃省陇南市文县下辖的一个乡镇级行政单位。
2016年，甘肃省民政厅批复同意撤销中庙乡，设立中庙镇。

## 行政区划
中庙镇下辖以下地区：
强坝村、肖家沟村、中坪村、联丰村、后渠村、候家沟村、余家湾村、孔家山村、大盘峪村、郭家坝村、李家坝村、化坪村、肖家坝村、小草沟村、茶园村、木家坝村、后坝村、坪里村和大水村。